# Adolphe Monticelli

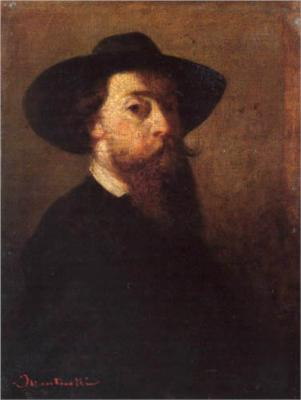
Zelfportret

Adolphe Monticelli (Marseille, 1824 - aldaar, 1886) was een Frans kunstschilder.
Monticelli studeerde in Marseille en verbleef van 1846 tot 1849 in Parijs. Samen met Diaz verbleef hij een tijd in Barbizon. Hij was ook bevriend met Cézanne. Zijn werk werd in 1886 geëxposeerd in het Salon des XX. Monticelli had een nerveuze en brede toets en gebruikte een rijk pallet aan kleuren. Als onderwerpen koos hij denkbeeldige feestscènes, portretten, naakten, stillevens en taferelen uit het circus.
- Bibsys: 1653056312960
- Biblioteca Nacional de España: XX1370597
- Bibliothèque nationale de France: cb11943755m (data)
- CiNii: DA0745501X
- Gemeinsame Normdatei: 119063573
- International Standard Name Identifier: 0000 0000 8127 234X
- KulturNav: afa86b2b-a509-4208-8eff-9f278ab5730f
- Library of Congress Control Number: n50005794
- National Gallery of Victoria: 1123
- Nationale Bibliotheek van Israël: 987007500825305171
- Nederlandse Thesaurus van Auteursnamen: 068616880
- Réseau des bibliothèques de Suisse occidentale: 02-A003605974
- RKD-Nederlands Instituut voor Kunstgeschiedenis: 57429
- SNAC: w6057kdm
- Système universitaire de documentation: 027383911
- Museum of New Zealand Te Papa Tongarewa: 39240
- Union List of Artist Names: 500000984
- Virtual International Authority File: 49233521
- WorldCat: E39PBJkMFY96T9fpJVtqkKM773